# وليم هوروود (روائي)
وليم هوروود (بالإنجليزية: William Horwood)‏ (12 مايو 1944، أكسفورد في المملكة المتحدة)؛ كاتب وروائي بريطاني. درس في جامعة برستل.